# Технізація
Технізація (рос. технизация, англ. technicalization, нім. Technisierung f) — оснащення технічними засобами, впровадження технічних засобів у будь-яку галузь діяльності. 
Станом на початок ХХІ ст. важливими аспектами є технізація науки, технізація людини, технізація культури .